# Красовский, Михаил Витольдович
Михаи́л Вито́льдович Красо́вский (7 февраля 1874 — 15 апреля 1939) — гражданский инженер, историк архитектуры. Член-корреспондент Императорского Московского Археологического Общества с 28 марта 1914 года.

## Биография
Родился в Одессе; внук архитектора А. К. Красовского. Среднее образование получил в 1-й Московской классической гимназии, высшее в Институте гражданских инженеров императора Николая I.
Отбыв воинскую повинность в лейб-гвардии Егерском полку, в 1900 году поступил младшим помощником инспектора в Институт гражданских инженеров.
С 1903 года назначен там же руководителем архитектурного черчения, с 1910 — преподавателем архитектурных ордеров и истории архитектуры, а осенью 1913 года утвержден старшим помощником инспектора того же института.
Дважды был командирован за границу; первый раз с целью изучения памятников Этрурии, а второй раз с целью изучения памятников церковного византийского зодчества.
Занимаясь практической строительной деятельностью, работал над изучением памятников русского искусства, преимущественно допетровской эпохи.
В 1909 удостоен половинной премии графини П. С. Уваровой, назначенной за сочинение на тему о Московском зодчестве ко дню 25-летия со дня кончины графа А. С. Уварова.
В 1913 награждён орденом Св. Анны 2-й степени, в 1916 — орденом Св. Владимира 4-й степени.
В советское время занимался проектированием промышленных зданий.
Похоронен на Серафимовском кладбище.

## Постройки
- Торговый дом С. Д. Шереметева. Литейный проспект, 53 (1914)
- Казанская церковь в  Вырице (Гатчинский район)

### Санкт-Петербург
- Улица Маяковского, д.№ 27, двор — здание Комитета попечительства о русской иконописи. 1914.
- Литейный проспект, д.№ 53 — торговый дом С. Д. Шереметева («Шереметевский пассаж»). 1914. (Надстроен).

### Ленинградская область
- Посёлок Вырица, Гатчинский район — Казанская церковь, в соавторстве с В. П. Апышковым. (1914);

## Труды
- Вознесенская (Исидоровская) церковь в Ростове Ярославском // Зодчий, 1912. № 13;
- Изборск // Зодчий. 1905;
- Колокольный храм Василия Великого в с. Чириково, Московской губернии, Коломенского уезда // Зодчий. 1907. Вып 39-40, Вып. 41;
- Кремлёвский собор Архангела Михаила в Москве // Зодчий. 1909. Вып. 51.
- Курс истории русской архитектуры. Часть I. Деревянное зодчество. Петроград : Товарищество Р. Голике и А. Вильборг, 1916. 408 с.
- Курс истории русской архитектуры. Часть II. Каменное зодчество. Не издана, известна в рукописи.
- Многошатровые церкви Москвы // Зодчий. 1915. № 15;
- Очерк истории Московского периода древне-русского церковного зодчества (от основания Москвы до конца первой четверти XVIII века). М. : Типография Г. Лисснера и Д. Совко, 1911. VII I нен. + 432 с.
- Памяти Льва Владимировича Даля // Зодчий. — 1908. — Вып 17. — С. 147—151.
- Памяти Николая Владимировича Султанова // Зодчий. — 1908. — Вып 37. — С. 343—346.
- Печи гостиницы А. А. Соловьева в Новгороде Великом // Зодчий. — 1911. — Вып 40.
- Печь села Михайловского // Зодчий. 1915. № 15;
- Псковские звонницы // Зодчий. 1906;
- Псковский Георгиевский со взвоза храм // Зодчий. 1905;
- Путевые заметки: Коломенское и Дьяково // Зодчий. 1908. — Вып 15. — С. 131—133; Вып. 16. — С. 139—144;
- Работы по восстановлению башни Марка в Венеции // Зодчий. 1910;
- Решетка дворца графа С. Д. Шереметева // Зодчий. 1911;
- Село Измайлово // Зодчий. 1909. — Вып 46, Вып. 47, Вып. 48;
- Спаская Ружная церковь в Ростове-Ярославском // Известия Общества Гражданских Инженеров, 1908;
- Церкви Аркашона // Зодчий, 1911, Вып. 2, с. 14-18.
- Церковь в с. Храпове Рязанской области // Зодчий. — 1908. — Вып 4. — С. 23-24; Вып. 5. — С. 31-36; Вып. 6. — С. 43-45;
- Церковь во имя св. апостолов Петра и Павла в Старожиловке // Зодчий. — 1896. — Вып 1. — С. 5.
- Церковь Иоанна Богослова на р. Ишне // Зодчий. 1906;
- Церковь с. Дубровиц // Известия Императорской Археологической Комиссии. — 1910. — Вып. 34. — С. 55-71;
- Церковь Спаса в Зварине // Зодчий. 1907. Вып 9; Вып. 11;